# 日本泌尿器科学会
一般社団法人日本泌尿器科学会（にほんひにょうきかがっかい、英語: The Japanese Urological Association (JUA)）は、日本の学術研究団体の一つ。

## 概要
1912年4月設立。学術研究団体としての種別は単独学会である。臨床医学を学術研究領域とし、泌尿器科学およびその関連領域に関する医学の進歩向上を図り、国民の健康を増進・学術文化の発展に寄与することを目的としている。
国内においては日本医学会に、国際学術連合体としてはアジア泌尿器科学会、国際泌尿器科学会に加入している。

## 沿革
- 1900年 - 皮膚病学会設立。
- 1912年 - 日本泌尿器病学会設立。
- 1928年 - 日本皮膚科学会の泌尿器科部門と日本泌尿器病学会が統合、日本泌尿器科学会に改称。
- 1956年 - 第44回日本泌尿器科学会総会から日本皮膚科学会とはそれぞれ独自に開催し、泌尿器科に関する領域は完全に独立する。
- 1991年 - 社団法人日本泌尿器科学会設立。
- 2013年 - 一般社団法人日本泌尿器科学会へ移行。

## 刊行物

### 日本泌尿器科学会雑誌
- 誌名（和文）：日本泌尿器科学会雑誌
- 誌名（欧文）：THE JAPANESE JOURNAL OF UROLOGY
- 創刊年：1912
- 資料種別：ジャーナル（査読付き論文を含む）
- 使用言語：日本語（英文抄録あり）
- 発行形態：印刷体、eジャーナル
- 著作権帰属先：学会
- クリエイティブコモンズ：定めていない
- 購読：有料

### International Journal of Urology
- 誌名（和文）：International Journal of Urology
- 誌名（欧文）：International Journal of Urology
- 創刊年：1994
- 資料種別：ジャーナル（査読付き論文を含む）
- 使用言語：英語のみ
- 発行形態：eジャーナル
- 著作権帰属先：学会
- クリエイティブコモンズ：定めている（CC BY、CC BY-NC、CC BY-NC-ND）
- 購読：有料